# Kościół Podwyższenia Krzyża Świętego w Gródku Jagiellońskim
Kościół p.w. Podwyższenia Krzyża Świętego w Gródku Jagiellońskim – zabytkowy rzymskokatolicki kościół parafialny w mieście Gródku, obecnie siedzibie rejonu w obwodzie lwowskim na Ukrainie. Położony obok rynku, jest jedną z najdawniejszych świątyń obwodu lwowskiego.

## Historia

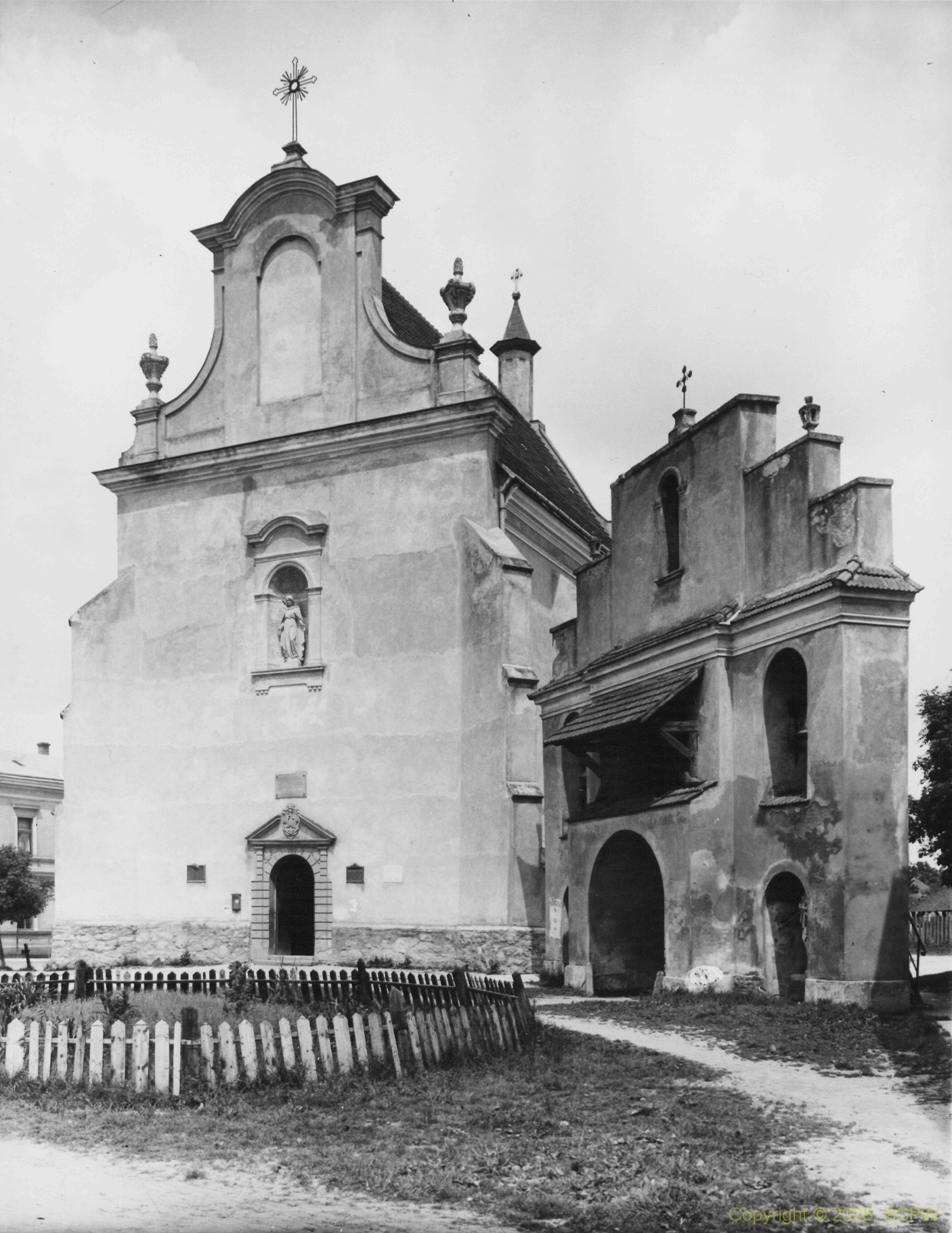
Kościół i dzwonnica, ok. 1912

W 1419 król Polski Władysław Jagiełło założył w mieście kościół farny. W 1616 kościół wraz z miastem został strawiony przez pożar. Gruntownie przebudowywany w latach 40. XVIII w. (kaplice boczne być może projektował Bernard Meretyn).
W latach 1939–1944 został przebudowany według projektu architekta lwowskiego Bronisława Wiktora w stylu historyzującego modernizmu: z czerwonej cegły wzniesiono narteks, przednią część nawy głównej, nawy boczne oraz jedna z zakrystii. Po wysiedleniu Polaków został po 1946 r. zamieniony na magazyn.
W 1990 został zwrócony katolikom obrządku rzymskiego, zaś 14 sierpnia tego roku konsekrowany ponownie. W 2005 r. posługę na terenie parafii podjęły siostry pallotynki. W niedzielę 18 lipca 2010 w kościele została odprawiona msza św. dziękczynna w 20. rocznicę odzyskania kościoła i 590. rocznicę rozpoczęcia budowy świątyni.